# Skillet (album)
| Recensione | Giudizio |
| ---------- | -------- |
| AllMusic   |          |

Skillet è l'album d'esordio del gruppo musicale statunitense Skillet, pubblicato nel 1996.

## Tracce
1. I Can – 4:18
2. Gasoline – 4:02
3. Saturn – 5:09
4. My Beautiful Robe – 3:38
5. Promise Blender – 3:55
6. Paint – 3:20
7. Safe With You – 3:49
8. You Thought – 3:41
9. Boundaries – 4:05
10. Splinter – 2:42

## Formazione
- John L. Cooper - basso, pianoforte, voce
- Trey McClurkin - batteria, seconda voce
- Ken Steorts - chitarra, seconda voce